# Stadsplein

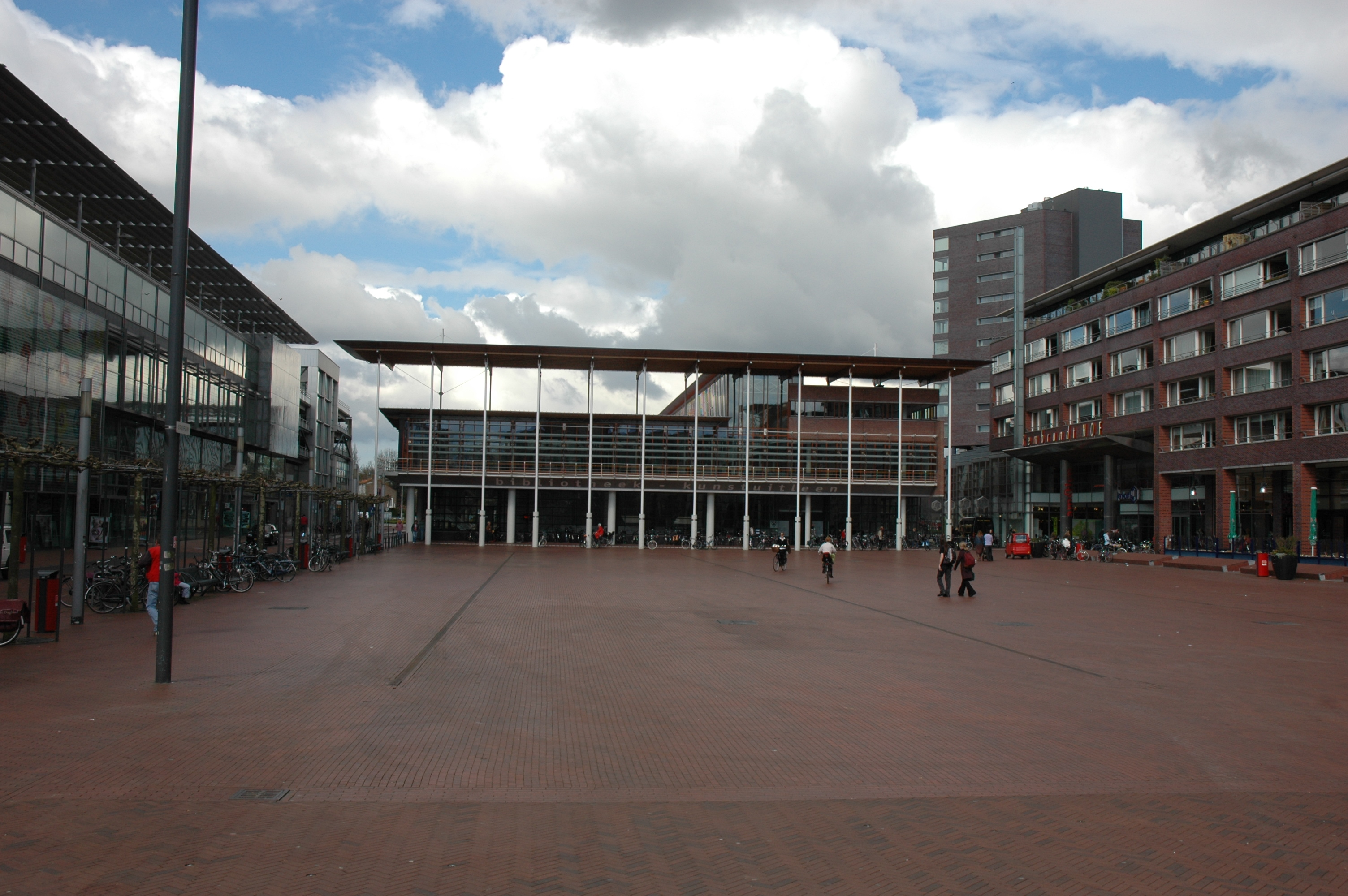
Stadsplein met Rembrandt HOF en Bibliotheek

Het Stadsplein, eerder Plein 1960, is het centrale plein in het centrum van de Nederlandse stad Amstelveen en maakt deel uit van het Stadshart. Het huidige plein ligt ten oosten van het Sandbergplein, ten westen van de Rembrandtweg en ten noorden van de A9, naast het winkelcentrum Binnenhof.
De aanleg van het plein en bebouwing begon in 1958 en werd rond 1960 voltooid. De naam van het plein verwees naar het jaar 1960, toen het dorp Amstelveen na sterke uitbreiding door nieuwbouw een stad was geworden. Tot 1964 was de naam van de gemeente nog Nieuwer-Amstel.
Het plein ontstond in aansluiting op de bebouwing en winkels langs de Rembrandtweg waar oorspronkelijk met een rotonde werd aangesloten op de Keizer Karelweg. Aan de noordzijde verschenen de zogenaamde galerij zaagtandflats met winkels. In het begin van de jaren zestig bouwde Van den Broek en Bakema aan de zuidzijde het winkelcentrum 'Binnenhof', een van de eerste winkelcentra in Nederland. Ook kwamen er de landelijk bekende Meanderflats van architect Arthur Staal. Midden jaren 1970 verscheen het 'Cultureel Centrum Amstelveen' aan het plein. Aanvankelijk was ook het nieuwe gemeentehuis aan het plein gepland.
Het plein was voor een groot deel in gebruik als parkeerterrein waarop op vrijdag markt werd gehouden en onder meer de jaarlijkse kermis plaatsvond. Ook waren er de haltes van busonderneming Maarse & Kroon, sinds 1973 Centraal Nederland, en overstapgelegenheid op de bussen die op de Keizer Karelweg hun halte hadden. Tussen het plein en de Keizer Karelweg in het westen en de A9 in het zuiden bevond zich een groenstrook.
In 1988 werd winkelcentrum Binnenhof overkapt. Tussen 1995 en 1998 heeft het plein een metamorfose ondergaan en zijn er in het kader van het nieuw ontwikkelde stadshart van Amstelveen winkels, woningen en een parkeergarage annex busstation Amstelveen bijgebouwd. Nadat Plein 1960 voor een deel bebouwd was veranderde men de naam van het overblijvende deel in 'Stadsplein'. De vrijdagse markt bleef. Aan de westkant van het plein kwam het Cobra Museum voor Moderne Kunst, dit gedeelte kreeg de naam 'Sandbergplein'.